# یواس‌اس آرلینگتون (ال‌پی‌دی-۲۴)
یواس‌اس آرلینگتون (ال‌پی‌دی-۲۴) (به انگلیسی: USS Arlington (LPD-24)) یک کشتی است که طول آن ۶۸۴ فوت (۲۰۸ متر) می‌باشد. این کشتی در سال ۲۰۱۰ ساخته شد.